# L'Enfer de Gengis Khan
Pour plus de détails, voir Fiche technique et Distribution.
L'Enfer de Gengis Khan (titre original : Maciste nell'inferno di Gengis Khan) est un film italien de Domenico Paolella sorti en 1964.

## Synopsis
La famille royale de Pologne est massacrée par Gengis Khan et ses hommes. Seuls le roi et sa fille sont épargnés. En effet Khan veut marier son fils avec la princesse. Mais cette dernière est secourue par Maciste.

## Fiche technique
- Titre original : Maciste nell'inferno di Gengis Khan
- Titre français alternatif : Maciste dans l'enfer de Gengis Khan
- Réalisation : Domenico Paolella
- Scénario : Domenico Paolella, Alessandro Ferraù et Luciano Martino d'après une histoire de Domenico Paolella et Alessandro Ferraù
- Directeur de la photographie : Raffaele Masciocchi
- Montage : Otello Colangeli
- Musique : Giuseppe Piccillo
- Costumes : Vera Marzot
- Production : Jacopo Comin et Felice Felicioni
- Genre : Péplum
- Pays :  Italie
- Durée : 96 minutes
- Date de sortie :
  -  Italie : 16 avril 1964
  -  France : 23 décembre 1964
  -  Allemagne de l'Ouest : 26 février 1965
- Affiche : Constantin Belinsky (France)

## Distribution
- Mark Forest : Maciste (Magikar)
- José Greci (VF : Michèle André) : Arminia (Armina) / Klara (Clara en VF) de Pologne
- Ken Clarke (VF : Jean Violette) : Kubilai
- Gloria Milland (VF : Régine Blaess) : Arias
- Renato Rossini (VF : Jacques Thiery) : Gasan
- Tullio Altamura (en) (VF : Gérard Férat) : le prêtre chrétien
- Roldano Lupi (VF : Émile Duard) : Genghis Khan
- Mirko Ellis (VF : Claude Bertrand) : le roi Vladimiro (Vladimir en VF)
- Mirko Valentin (VF : René Blancard) : le roi de Pologne
- Elisabeth Wu (VF : Sophie Leclair) : la compagne de Kubilai